# Général (Royaume-Uni)
Pour les articles homonymes, voir Général (homonymie).
Général (en anglais, general ou full general, pour le distinguer des grades inférieurs d'officier général) est le grade le plus élevé pouvant être atteint par les officiers en service de l'armée britannique. Le grade peut également être détenu par des officiers des Royal Marines occupant des postes à trois services, par exemple le général Gordon Messenger (en), ancien vice-chef d'état-major de la Défense. 
Un général est supérieur à un lieutenant général mais subordonné à un Field marshal, qui n'est désormais décerné qu'à titre honorifique. Le grade est OF-9 sur l'échelle des grades de l'OTAN, équivalent à un amiral dans la Royal Navy ou à un maréchal en chef de l'air dans la Royal Air Force et les forces aériennes de nombreux pays du Commonwealth.
Les officiers détenant les grades de lieutenant général et de major général peuvent être considérés de manière générique comme des généraux.

## Insigne
L'insigne d'un général est une épée et un bâton croisés. Celui-ci est apparu tout seul pour le grade désormais obsolète de général de brigade. Un major général a un point sur cet emblème ; un lieutenant général une couronne au lieu d'un pépin; et un général à part entière à la fois un pépin et une couronne. L'insigne du grade le plus élevé, celui de maréchal, est constitué de matraques croisées dans une couronne et surmontées d'une couronne.